# Akademik (czasopismo)
Akademik – dodatek do organu Związku Polaków w Niemczech, „Polak w Niemczech”, ukazujący się w Niemczech od 1 października 1925 do 1 maja 1926.
Pismo ukazywało się co miesiąc i było skierowane do młodzieży akademickiej.